# Rhipidure rougequeue
Rhipidura phoenicura
Espèce
Statut de conservation UICN

 LC  : Préoccupation mineure
Le Rhipidure rougequeue (Rhipidura phoenicura) est une espèce de passereau de la famille des Rhipiduridae.

## Distribution
Il est endémique de Java (Indonésie).

## Habitat
Il fréquente les montagnes humides des régions tropicales et subtropicales.